# Papiernia (rejon żółkiewski)
Papiernia (ukr. Папірня) – wieś na Ukrainie w rejonie lwowskim (wcześniej w rejonie żółkiewskim) obwodu lwowskiego.